# Allothereua lesueurii
Allothereua lesueurii är en mångfotingart som först beskrevs av Lucas 1840.  Allothereua lesueurii ingår i släktet Allothereua och familjen spindelfotingar. Inga underarter finns listade i Catalogue of Life.